# Кюрц, Илья Романович
Илья Романович Кюрц вариант Кюрц-Гедройц (1873 — 29 апреля 1931) — преподаватель французского, журналист, секретный сотрудник Департамента полиции, сотрудник военной контрразведки, после революции связной офицера британской внешней разведки МИ-6 Пола Дюкса.

## Биография
Родился в 1873 году Париже. Незаконнорождённый сын князя Ромуальда Константиновича Гедройца. Национальность часто указывается как француз, но в советских документах она была указана как «русский». Утверждалось, что мать Кюрца была венгеркой, и он свободно говорил по-венгерски. По требующим проверки сведениям воспитывался в парижском лицее Генриха IV. Имел высшее образование, но какой университет окончил — неизвестно.
Служил преподавателем французского языка в Петроградском коммерческом училище. Журналист, представитель в Петрограде «Presse Assossiée» и «Echo de Paris». Имел чин статского советника.
Именно Кюрцем был организован сбор пожертвований во Франции на поднесение Стесселю, бывшему коменданту Порт-Артура, почётной шпаги.
В феврале 1910 года был вызван на дуэль корреспондентом «Figaro» Рэне Маршаном, посчитавшем отзывы Кюрца о нём оскорбительными. После объяснения с двумя секундантами Кюрц выразил сожаление по поводу тех разговоров. Инцидент сочли исчерпанным.
Был агентом П. И. Рачковского, руководителя заграничной агентуры Департамента полиции. Во Франции общался с Фальером и Делькассе. А. Д. Протопопов в показаниях Чрезвычайной Следственной Комиссии Временного Правительства характеризует Кюрца как многолетнего сотрудника департамента полиции, вхожего к И. Л. Горемыкину.
После начала Первой мировой войны получил пост в контрразведке Южного фронта. В 1915 году был командирован в Румынию для воздействия на печать и общественные круги с целью присоединения Румынии к державам Антанты.
По словам С. П. Белецкого, он направил в Румынию двух сотрудников департамента полиции Г. Ф. Иозефовича и А. П. Рачковского специально для наблюдений за Кюрцем. Дело Кюрца рассматривал персонально А. А. Чернявский, прокурор, прикомандированный к Либавскому суду.
П. П. Заварзин считает арест Кюрца примером царившей во время Первой мировой войны шпиономании. Закончилось это дело для Кюрца высылкой в Рыбинск под надзор полиции.
И. Ф. Манасевич-Мануйлов вместе с французским корреспондентом газеты «Temps» Шарлем Риве опубликовал книгу биографий российских государственных деятелей, содержащих порой весьма чувствительные сведения. После публикации Риве был арестован — по его мнению, этому способствовал Кюрц.

### В советское время
В 1919 году в Петрограде сотрудничал с офицером британской разведки Полом Дюксом. В квартире Кюрца на Малой Морской улице проходили встречи Дюкса с его агентами. Кюрц знакомил Дюкса с нужными людьми, находил для него новых агентов. После отъезда 30 августа 1919 года Пола Дюкса основная его помощница Н. В. Петровская связалась с Кюрцем.
Был арестован ЧК (по информации советских историков, это стало следствием случайного задержания его дочери Жоржетты) и дал показания, активно помогая следствию. За это был освобожден из заключения.
В 1930 году жил в Москве и работал корреспондентом иностранного отдела Госбанка.
26 августа 1930 года арестован ОГПУ. 25 апреля 1931 года по обвинению в шпионской и контрреволюционной деятельности приговорен Коллегией ОГПУ к расстрелу. Расстрелян 29 апреля 1931 года. Место захоронения — Москва, Ваганьковское кладбище.
В январе 1989 года реабилитирован на основании ст. 1 Указа Президиума Верховного Совета СССР от 16 января 1989.

## Семья
- Жена — Селина Юзефовна Кюрц[18]
  - Дочь — Жоржетта (Маргарита) Ильинична Кюрц (1903—?)[18]
  - Дочь — Нэлли Кюрц (около 1909—?)[19]

## Награды
- Орден Святого Владимира 4 степени[4]

## Адреса
- 1919 — Петроград, Малая Морская улица, д 4/7, кв. 5[14][20].
- 1930 — Москва, Большой Афанасьевский переулок, д. 12, кв. 2[1].

## Интересный факт
29 ноября 2009 года движением «Белое Дело» в память воинам Северо-Западной Добровольческой армии в храме святых Первоверховных Апостолов Петра и Павла при Санкт-Петербургской академии постдипломного педагогического образования был установлен киот для Царскосельской иконы Знамения Пресвятой Богородицы. При этом особо подчеркивалось, что храм святых Первоверховных Апостолов Петра и Павла был приписан до революции к коммерческому училищу, где преподавал И. Р. Кюрц, один из руководителей антибольшевистского подполья.